# Mariya Mouzytchouk
Mariya Mouzytchouk (en ukrainien : Музичук Марія Олегівна, en anglais Mareeyah Mouzichuck) est une joueuse d'échecs ukrainienne née le 21 septembre 1992 à Stryï.  En mars-avril 2015, elle est devenue championne du monde en battant la Russe Natalia Pogonina lors de la finale du tournoi à élimination directe de Sotchi. Grâce à cette victoire, elle a obtenu le titre de grand maître international (titre mixte).
Au 1er décembre 2015, Mariya Mouzytchouk est la 3e joueuse mondiale et la no 1 ukrainienne avec un classement Elo de 2 561 points. Sa sœur aînée Anna Mouzytchouk est grand maître international (mixte) depuis 2013 et numéro 2 ukrainienne.

## Championne d'Ukraine
Mariya Mouzytchouk est maître international depuis 2008 et grand maître international féminin depuis 2007. Elle a remporté le championnat d'Ukraine en 2012 et 2013.

## Championne du monde individuelle (2015)
Mariya Mouztchouk a été éliminée lors des huitièmes de finale du championnat du monde d'échecs féminin 2010 et en huitième de finale du championnat du monde féminin de 2012. En avril 2015, elle devient championne du monde après avoir battu la Polonaise Monika Soćko, la Bulgare Antoaneta Stefanova, les Indiennes Humpy Koneru et Dronavalli Harika, puis en finale la Russe Natalia Pogonina.
Grâce à sa victoire, elle est qualifiée pour la coupe du monde d'échecs 2015, tournoi mixte qualificatif pour le tournoi des candidats.  Lors de la coupe du monde, elle est éliminée au premier tour par Michael Adams. 
En 2016, lors du championnat du monde féminin elle affronta la Chinoise Hou Yifan dans un match en Ukraine et perdit son titre (3 points à 6). 
En 2017, elle refusa de participer au championnat du monde féminin à Téhéran pour protester contre l'obligation de porter le hijab.
Au tournoi des candidates de 2019, elle est la seule joueuse qui réussit à battre la vainqueur du tournoi, Aleksandra Goriatchkina (1,5 à 0,5).
| Année | Lieu                    | Résultat                                                            | Ultime adversaire                                                   | Adversaires battues                                                                              |
| ----- | ----------------------- | ------------------------------------------------------------------- | ------------------------------------------------------------------- | ------------------------------------------------------------------------------------------------ |
| 2010  | Hatay, Turquie          | troisième tour (huitième de finale)                                 | Dronavalli Harika                                                   | Deysi Cori, Betül Cemre Yıldız                                                                   |
| 2012  | Khanty-Mansiïsk, Russie | troisième tour (huitième de finale)                                 | Zhao Xue                                                            | Cristina Adela Foișor Maritza Arribas Robaina                                                    |
| 2015  | Sotchi                  | Championne du monde                                                 | Natalia Pogonina                                                    | Yuanling Yuan, Monika Soćko, Antoaneta Stefanova Humpy Koneru Dronavalli Harika Natalia Pogonina |
| 2016  | Lviv                    | Match perdu 3 à 6.                                                  | Hou Yifan                                                           |                                                                                                  |
| 2017  | Téhéran                 | Absente du championnat du monde                                     | Absente du championnat du monde                                     | Absente du championnat du monde                                                                  |
| 2018  | Khanty-Mansiïsk         | demi-finaliste                                                      | Kateryna Lagno                                                      | Shahenda Wafa Ekaterina Atalik Mobina Alinasab Zhansaya Abdumalik                                |
| 2019  | Kazan, Russie           | 5e-6e du tournoi des candidates avec 6,5 points sur 14              | 5e-6e du tournoi des candidates avec 6,5 points sur 14              | Aleksandra Goriatchkina                                                                          |
| 2022  | Monaco                  | battue en quart de finale du tournoi des candidates par Lei Tingjie | battue en quart de finale du tournoi des candidates par Lei Tingjie | battue en quart de finale du tournoi des candidates par Lei Tingjie                              |

### Coupes du monde féminines
| Année | Lieu    | Résultat                            | Ultime adversaire    | Adversaires battues                             |
| ----- | ------- | ----------------------------------- | -------------------- | ----------------------------------------------- |
| 2021  | Sotchi  | huitième de finale (quatrième tour) | Alexandra Kosteniouk | Inna Gaponenko Anna Ushenina                    |
| 2023  | Bakou   | huitième de finale (quatrième tour) | Anna Mouzytchouk     | Anastassiïa Rakhmangoulova, Rameshbabu Vaishali |
| 2025  | Batoumi | huitième de finale (quatrième tour) | Nana Dzagnidzé       | Thalia Cervantes Landeiro Bela Khotenashvili    |

## Compétitions par équipe

### Championne du monde par équipe (2013)

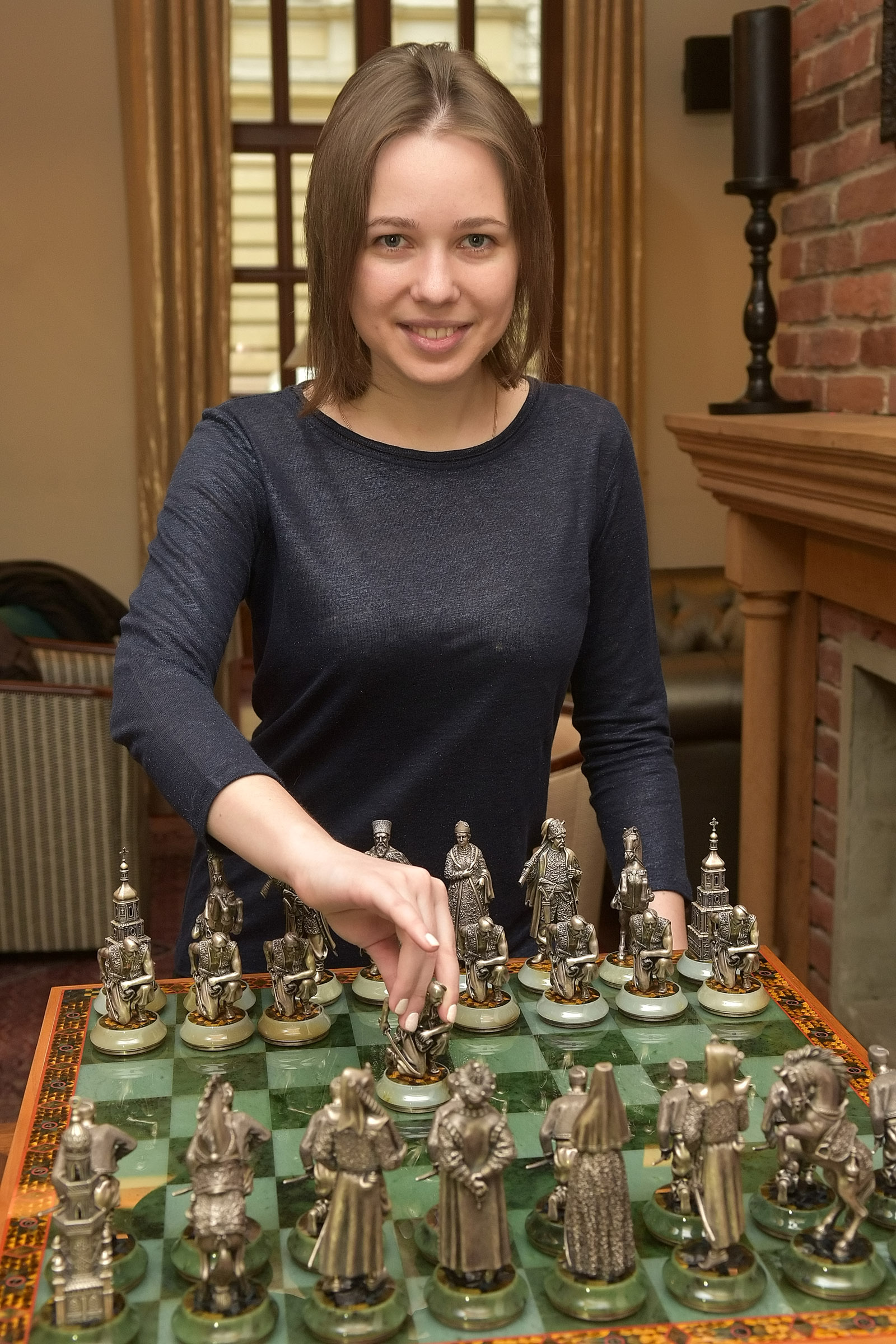
Mariya Mouzytchouk en 2016.

Mariya Mouzytchouk a participé aux championnats du monde par équipes de 2009, 2011, 2013 et 2015. Elle remporta :
- la médaille de bronze par équipe au championnat du monde par équipes de 2009 ;
- la médaille d'or par équipe aux championnats du monde en 2013 ;
- la médaille d'argent individuelle au championnat du monde par équipes de 2013 ;
- la médaille de bronze individuelle au championnat du monde par équipes de 2015[2].

### Championne d'Europe par équipe (2013)
Mariya Mouzytchouk a participé aux championnats d'Europe de 2011, 2013 et 2015, remportant
- la médaille d'argent individuelle à l'échiquier de réserve en 2011 ;
- la médaille d'or par équipe et une médaille d'or individuelle aux championnats d'Europe en 2013 ;
- la médaille d'argent par équipe et la médaille d'or individuelle au premier échiquier en 2015.

### Olympiades (depuis 2010)
Elle a représenté l'Ukraine lors des olympiades de 2010, 2012, 2014 et 2016. Elle obtint :
- une médaille d'or individuelle en 2010 (elle jouait comme remplaçante) ;
- une médaille de bronze individuelle en 2012 ;
- la médaille de bronze par équipe lors des olympiades de 2010, 2014 et 2016.